# Brothers Union Dhaka
Maillots
Actualités
Le Brothers Union Dhaka (en bengali : ব্রাদার্স ইউনিয়ন), plus couramment abrégé en Brothers Union, est un club bangladais de football fondé en 1949 et basé à Gopibag, quartier de Dacca, la capitale du pays.

## Palmarès
| Compétitions nationales |
| --- |
| - Championnat du Bangladesh (2) : - Champion : 2003 et 2004. - Coupe du Bangladesh (3) : - Vainqueur : 1980, 1991 et 2005. |

## Personnalités du club

### Présidents du club
- A.F.M. Jahangir

### Entraîneurs du club
Entraîneurs du club :
- S. M. Abu Noman Nannu (janvier 2003 - 2004)
- Syed Nayeemuddin (18 novembre 2011 - ?)
- Bal Gopal Maharjan (1er juin 2016 - 20 août 2016)
- Syed Nayeemuddin (3 septembre 2016 - 31 décembre 2016)
- Subrata Bhattacharya Jr. (11 mai 2017 - 10 juin 2017)
- Giovanni Scanu (12 juillet 2017 - 5 août 2017)
- Nicolas Vitorović (20 août 2017 - 27 janvier 2018)
- Gregory Farfan (octobre 2018 - novembre 2018)
- Syed Nayeemuddin (15 décembre 2018 - 30 avril 2018)
- Mohidur Rahman Miraz (1er mai 2019 - 22 décembre 2019)
- Reza Parkas (28 décembre 2019 -)